# Калошинская волость

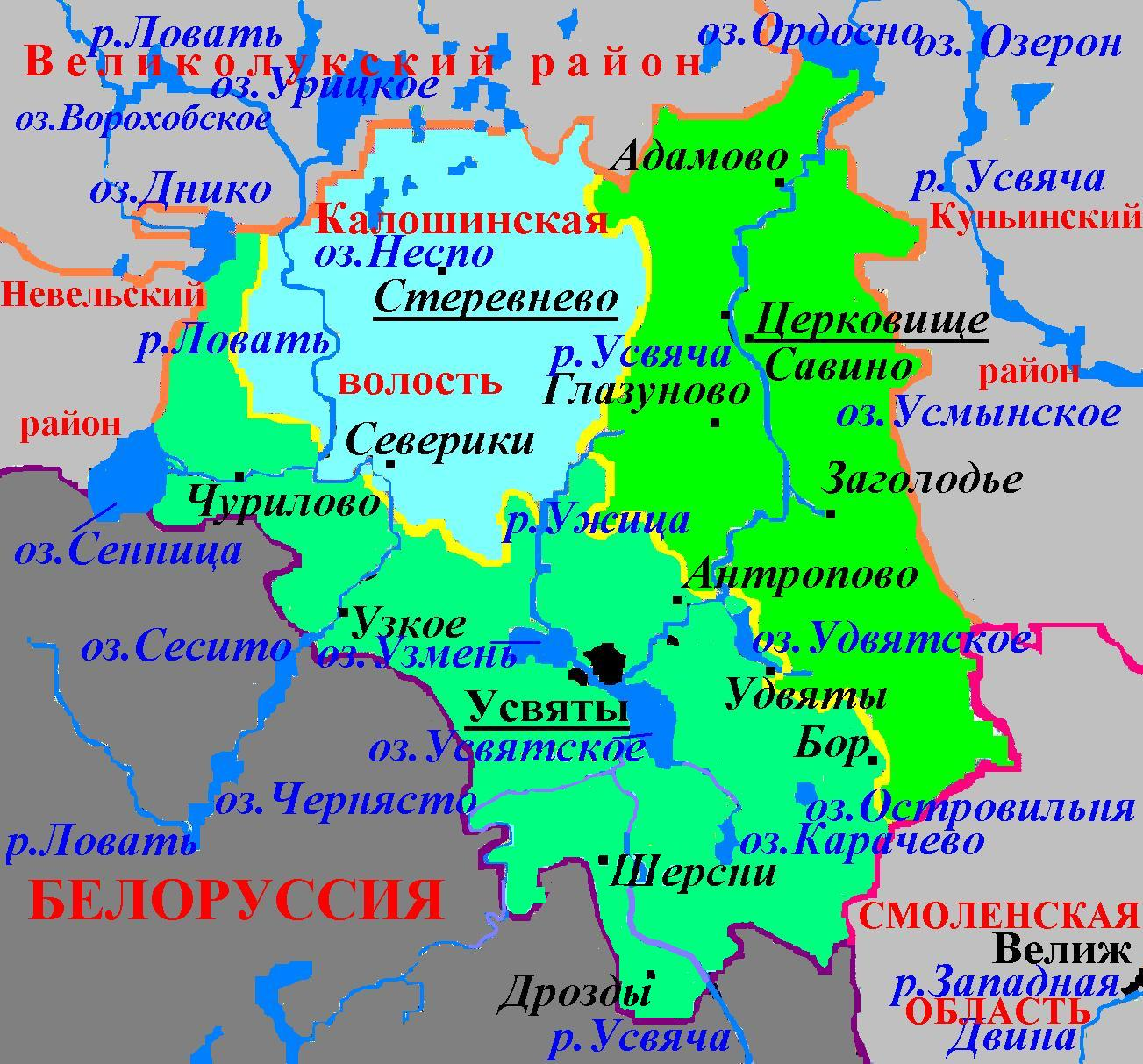
Административное деление Усвятского района в 2010—2015 гг.

Калошинская волость — упразднённая административно-территориальная единица 3-го уровня и бывшее муниципальное образование со статусом сельского поселения в Усвятском районе Псковской области России.
Административный центр — деревня Стеревнево.

## География
Территория волости граничила на юге с Усвятской, на востоке — с Церковищенской волостями Усвятского района, на севере — с Великолукским районом Псковской области.
На территории Калошинской волости расположены озёра: Неспо или Несьпо (0,9 км², глубиной до 6 м), Калёное (0,5 км², глубиной до 5,8 м) и др.. По территории волости протекают реки Ловать, Комля, Ленотица и другие.

## Население
| 2002 | 2010 | 2012 | 2013 | 2014 | 2015 |
| ---- | ---- | ---- | ---- | ---- | ---- |
| 552  | ↘513 | ↘482 | ↘462 | ↘458 | ↘446 |

## Населённые пункты
В состав Калошинской волости входило 28 деревень: Стеревнево, Новая, Пестюхино, Когтево, Каменный Городец, Лысая Гора, Несьпо, Пралище, Есипово, Каревино, Хлевище, Пыси, Боровица, Хмелище, Рудня, Заселок, Зеваки, Лукаши, Северики, Кузьмино, Большой Городец, Шепели, Березовка, Заднее Село, Мышкино, Мельны, Калошино, Заболонье.

## История
Постановлением Псковского областного Собрания депутатов от 26 января 1995 года все сельсоветы в Псковской области были переименованы в волости, в том числе Калошинский сельсовет был превращён в Калошинскую волость.
Законом Псковской области от 28 февраля 2005 года в границах волости было также создано муниципальное образование Калошинская волость со статусом сельского поселения с 1 января 2006 года в составе муниципального образования Усвятский район со статусом муниципального района.
Законом Псковской области от 30 марта 2015 года Калошинская волость была упразднена, а её территория 11 апреля 2015 года была включена в состав Усвятской волости.